# Петровски барок
Петровски барок (рус. Петровское барокко) јесте стил барокне архитектуре и декорације из 17. и 18. века који је фаворизовао Петар Велики. Коришћен је при пројектовању зграда у новооснованој руској престоници Санкт Петербургу, за време владавине Петра Великог и његових непосредних наследника.
За разлику од савременог барока Наришкина, фаворизованог у Москви, петровски барок је представљао драматичан отклон од византијских традиција које су доминирале руском архитектуром скоро читав миленијум. Његови главни практичари - Доменико Трезини, Андреас Шлутер и Михаил Земцов - црпили су инспирацију из скромне холандске, данске и шведске архитектуре тог времена.

## Значајни примери
Постојећи примери стила у Санкт Петербургу су Црква Светих Петра и Павлаа (Трезини), Дванаест колегијума (Трезини), Кунсткамера (Маттарнови), Сала Кикин (Шлутер) и Меншиковска палата (Ђовани Фонтана).
Петробарокне структуре изван Санкт Петербурга су ретке; укључују Меншиков торањ у Москви и Дворац Кадриорг у Талину.

## Архитектонски утицаји на Петра Великог
Петар Велики, такође познат као Петар I, био је цар Русије од 1682-1725. Био је први руски монарх који је путовао ван Русије и путовање га је изложило архитектури других земаља. Његова лична библиотека је садржала архитектонске књиге из Холандије, Француске, Немачке и Италије. Архитектура ових земаља утицале су на његов укус у архитектури, док је кренуо да гради нову руску престоницу Санкт Петербурга. Петар је имао специфичну идеју о томе како жели да овај нови град изгледа у смислу архитектонског стила, и преузео је иницијативу у регрутовању људи који би могли да помогну у остварењу његове визије и истраживању архитектонских стилова. Док је био на власти, Петар је покушао да донесе промене у Русију што је пре могуће и покушао је да угради западни стил и традицију у свакодневни живот својих грађана. Као део тога, Петар је ставио на снагу прописе који су налагали како градови треба да изгледају.
Петров првобитни циљ за Санкт Петербург је био да поново створи град Амстердам. Како је град почео са изградњом, Петар је почео да мења изглед зграда, често мењајући планирани изглед зграда када је њихова изградња већ почела. Ове измене у последњем тренутку довеле су до тога да зграде нису припадале једној одређеној архитектонској школи.

### Наришкин барокни стил
Петар је одрастао у Москви, живео је у Великој палати Кремља и проводио време на више краљевских имања ван града. Његов отац је умро када је имао четири године, тако да је Петар провео младост без надзора вишег ауторитета и могао је да се бави својим страстима. Петар је развио свој укус за архитектуру гледајући зграде које су га окруживале у детињству, од којих је многие спонзорисала његова породица. Ове цркве и куће које су окруживале Москву одражавале су европски утицај у својој структури и декорацији. Московски или Наришкинов барокни стил, назван по Петровој мајчиној страни породице, био је нарочито проминентан. Карактеристике овог подтипа барока су велике зграде и мањак употребе дрвета као грађевинског материјала.

### Холандски барокни стил
Како је Петар ушао у младост и проводио време путујући, његов архитектонски укус је почео да фаворизује елементе холандске архитектуре. Петар се састао са холандским архитектом Симоном Шијнвоетом 1697. године. Шијнвоет се специјализовао за холандски барок, али је такође подучавао Петра о поморској архитектури  Прва кућа у Санкт Петербургу коју је Петар дизајнирао користила је елементе овог поморског стила којем га је Шјинвоет научио, укључујући равне, офарбане зидове од балвана, шиндре налик дрвеним плочицама и прозоре направљене од малих равних стакла. Ови елементи дизајна били су другачији од руских стилова који су виђени до овог тренутка.
Истраживач руске историје Џејмс Крејфт сугерише да је најјаснији пример зграде под утицајем холандске архитектуре под Петровом владавином била његова Летња палата у Санкт Петербургу која се називала и „Мала холандска кућа“. У писму из 1724. студенту архитектуре Ивану Коробову, Петар говори о својој склоности према орнаментици холандског барока. У истом писму, Петар изражава своју незаинтересованост за архитектонске стилове Француза и Италијана због недостатка украса и употребе камена уместо цигле. Међу Петровим папирима пронађена је белешка у којој се описује како је послао два руска студента архитектуре у Холандију како би савладали холандски барокни стил и вратили се да граде цркве и куће у Санкт Петербургу. Осим што је руске студенте обучавао у иностранству, Петар је ангажовао и холандске архитекте да дођу и раде на пројектима у Русији.

### Други стилови
Иако је Петар преферирао холандски барокни стил, он је такође тражио архитектонску инспирацију из других земаља. Упркос забележеној несклоности према француској и италијанској барокној архитектури, Петар је послао два студента архитектуре у Рим 1723. Научници сугеришу да је једнак број студената архитектуре послат у Холандију и Италију током његове владавине и да је више италијанских градитеља радило на пројектима за Петра у Русији него холандски градитељи. У првим годинама Санкт Петербурга, Французи су служили као истакнути дизајнери и декоратери.

## Значајни архитекти

### Доменико Трезини
Доменико Трезини је рођен на италијанском говорном подручју у Швајцарској 1670. Архитекте које су га окруживале у младости биле су заслужне за развој барокног стила у јужној Немачкој. Трезинијев архитектонски стил има видљиве утицаје немачког барокног стила заједно са северним стилом барокне архитектуре који је покупио током свог боравка у Копенхагену. Трезини је такође био под утицајем ломбардског барокног стила у архитектури који је био популаран у северној Италији током 17. века. Од 1703. до смрти 1734. Трезини је живео у Санкт Петербургу за време владавине Петра Великог. Он је започео многе грађевинске пројекте који су чинили основу града. Због бројних пројеката на којима је Трезини радио, добио је 1710. титулу „потпуковника утврђења и архитекте“.
Неки од Трезинијевих главних дела у граду укључују: Летњу палату Петра Великог, Лавру Александра Невског, Дванаест колегијума и Цркву Светих Петра и Павла. Трезини и његов тим дизајнирали су изглед Санкт Петербурга у развоју укључујући улице очекиваног центра будућег града града на Васиљевском острву. Изглед града је распоређен у мрежном формату са окомитим улицама и каналима. Трезинијев дизајн града није следио европски идеал урбанизма у то време.
Године 1714. Петар је објавио да све куће у Санкт Петербургу треба да буду изграђене по Трезинијевом моделу куће. Креиране су различите верзије породичне куће за различите класе грађана. Петар је све грађане разврстао у 14 различитих класа, од којих су све имале различите стамбене области у Трезинијевом плану. Величина дома грађана директно је одговарала њиховом положају у овом друштвеном рангу. Нижи слојеви су били подељени по занатима, а виши слојеви подељени по броју кметова коју су контролисали.
Постоји неколико гравура модела кућа и иако су често приписане самом Трезинију, његов помоћник Жан-Баптист Алекандр Ле Блонд је заслужан за њихово креирање. Ови планови диктирали су стил украшавања домова и материјале од којих ће се објекти градити, који су припадали свакој класи грађана. У самом центру града, ове смернице су се стриктно придржавале. Што је даље од центра града, било је више флексибилности у дизајну домова. Упркос напорима уложеним у одржавање уређеног дизајна града, након Петерове смрти, систем који је Трезини дизајнирао пао је на страну.
Научници сматрају да је свеобухватни урбанистички дизајн Петра Великог једно од његових највећих наслеђа.
У дизајну његових зграда, холандски барокни стил је видљив у врстама орнаментике које је преферирао. За стубове, Трезини је преферирао квадратне пиластре као декоративни елемент и ограничио њихову употребу само тамо где су били структурално неопходни или су служили главној сврси у целокупном дизајну. Трезини је такође инспирисао рад Кристофера Рена, чији се рад на катедрали Светог Павла појављује у Трезинијевим скицама.
Трезини је основао канцеларију за изградњу у Санкт Петербургу и постао њен први директор. Ова школа је била прва институција која је понудила формалну обуку за архитекте у Русији. Међу онима који су били обучавани био је и Михаил Земцов који је наставио Трезинијев рад. Други архитекти са којима је Трезини радио током свог живота и наставили изградњу својих зграда након његове смрти били су Карло Ђузепе и Пјетро Антонио Трезини.
|  |  |  |  |
|  |  |  |  |

### Михаил Земцов
|  |
|  |

### Франческо Бартоломео Растрели
|  |  |  |
|  |  |  |

### Георг Јохан Матарнови
|  |
|  |